# 鶴儀川
鶴儀川 (ハギチョン、학의천)は、 韓国義王市白雲山にある白雲湖を水源とする河川。安養川の支流の一つ。

## ギャラリー

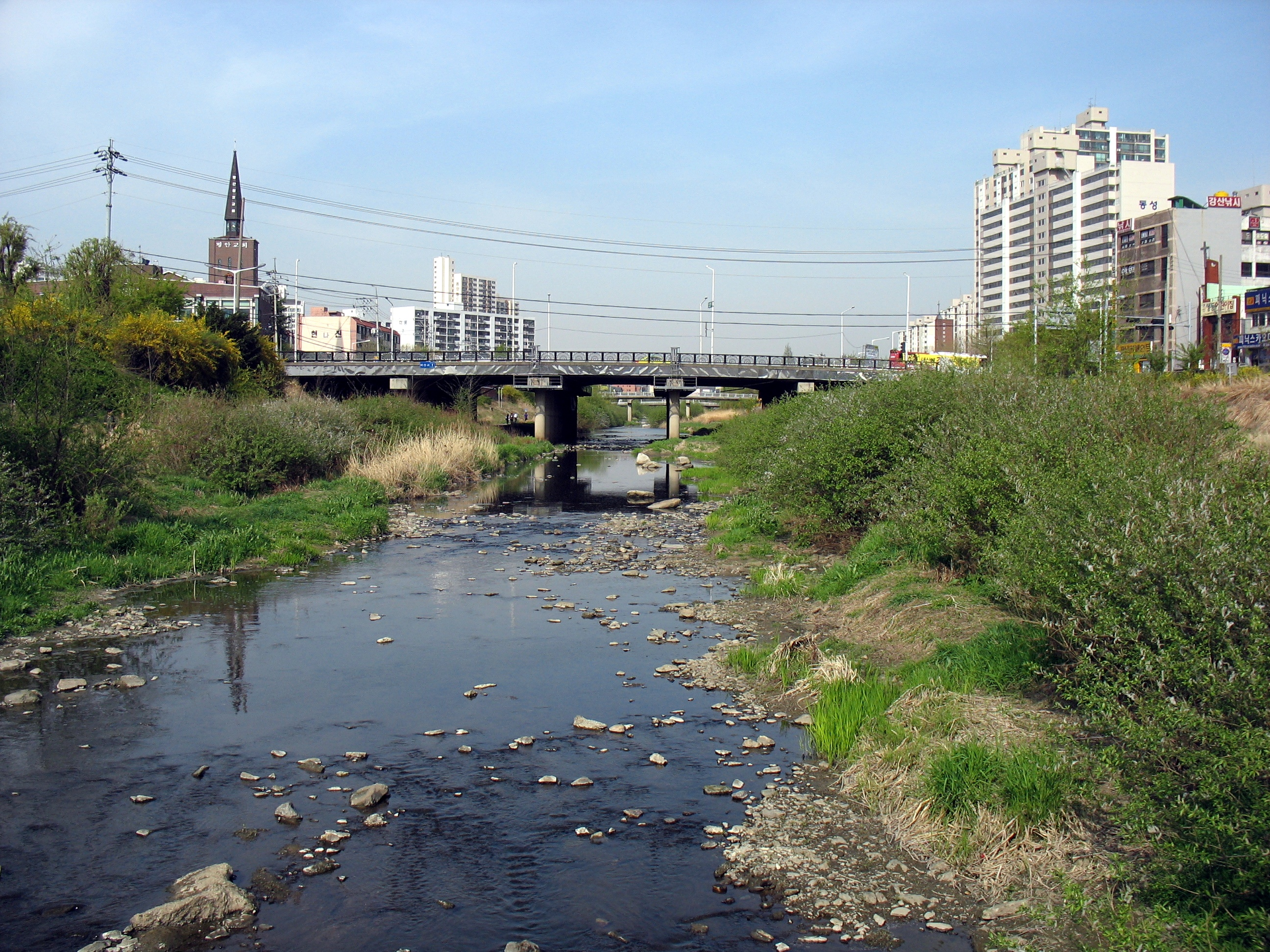
安養川との合流点。上流より